# Dranouter
Dranouter är en ort i Belgien.   Den ligger i provinsen Västflandern och regionen Flandern, i den västra delen av landet, 110 km väster om huvudstaden Bryssel. Dranouter ligger 56 meter över havet och antalet invånare är 703.
Terrängen runt Dranouter är platt. Närmaste större samhälle är Poperinge, 10,5 km norr om Dranouter.
Trakten runt Dranouter består till största delen av jordbruksmark. Runt Dranouter är det ganska tätbefolkat, med 248 invånare per kvadratkilometer.